# Spadella boucheri
Spadella boucheri är en djurart som tillhör fylumet pilmaskar, och som beskrevs av Casanova och Perez 2000. Spadella boucheri ingår i släktet Spadella och familjen Spadellidae. Inga underarter finns listade i Catalogue of Life.